# جوناثان ريفاس
جوناثان ريفاس (بالفرنسية: Jonathan Rivas) هو لاعب كرة قدم فرنسي في مركز الهجوم، ولد في 25 يناير 1992 في لا سين سور مير في فرنسا. لعب مع سي أ باستيا ونادي شاتورو ونادي كليرمونت 63.

## هوامش
1. ↑  Sporting Club Lyon was called AS Lyon-Duchère until June 2020.

## وصلات خارجية
- جوناثان ريفاس على موقع رابطة كرة القدم الفرنسية للمحترفين (الإنجليزية)
- جوناثان ريفاس على موقع قاعدة بيانات كرة القدم.إي يو (الإنجليزية)
- جوناثان ريفاس على موقع Soccerway.com (الإنجليزية)